# Philaeus fallax
Philaeus fallax là một loài nhện trong họ Salticidae.
Loài này thuộc chi Philaeus. Philaeus fallax được Hippolyte Lucas miêu tả năm 1846.